# Sindicato

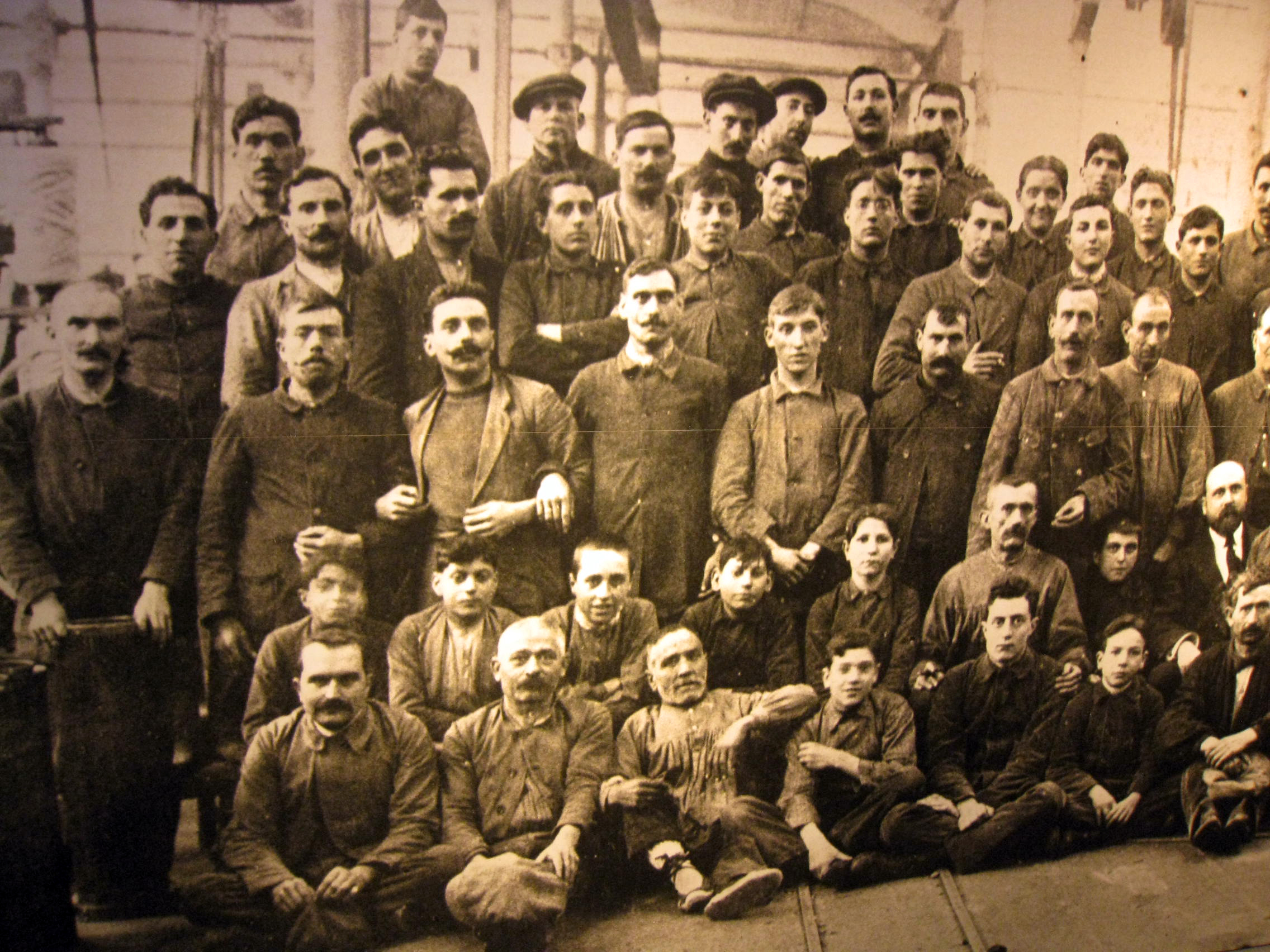
Trabajadores de una fábrica textil catalana

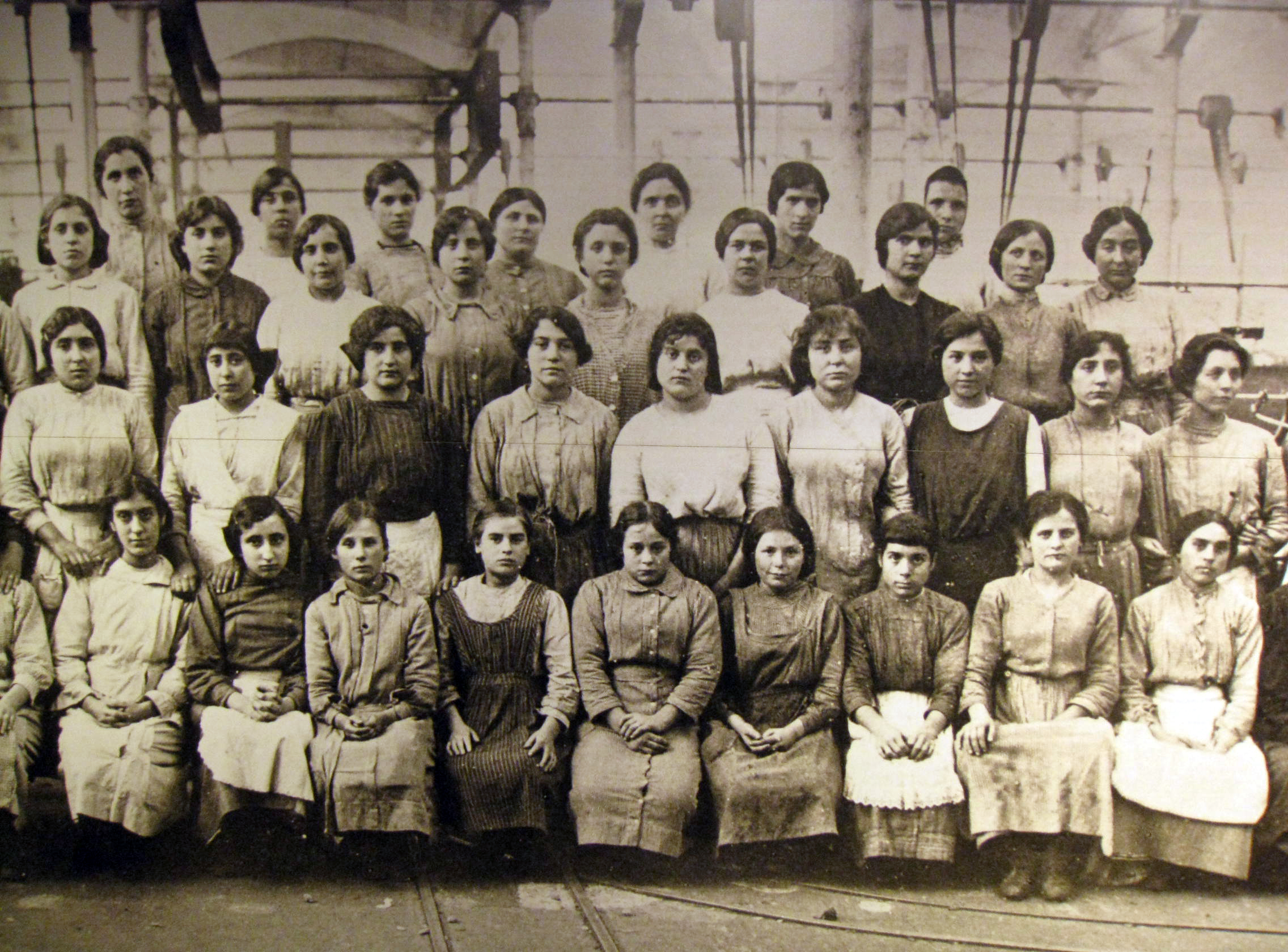
Trabajadoras de la misma fábrica

Un sindicato (del griego συνδικος syndikos, y este del prefijo συν- syn-, ‘con’, y δικειν dikein, ‘hacer justicia’—de la misma familia que δηκαιος dekaios), o una unión, es una asociación integrada por trabajadores en defensa y promoción de sus intereses laborales, ante el empleador con el que están relacionados con un contrato, las cámaras patronales, o el Estado. El concepto de sindicato permite identificar a una organización de gente trabajadora que se desarrolla para defender los intereses económicos, profesionales y sociales vinculados a las tareas que llevan a cabo quienes la componen.

## Etimología
La palabra proviene del griego Συνδηκου síndiky, un término que empleaban los griegos para denominar al que defiende a alguien en un juicio: ‘protector’. En Atenas en particular se llamó síndicos a una comisión de cinco oradores públicos encargados de defender las leyes antiguas contra las innovaciones. Y, ya más adelante, se utilizó la palabra síndico con valor adjetivo para denominar aquello que afectaba a la comunidad o que era comunitario.

## Clases diversas de sindicatos

### Por la amplitud de la representación
Las cinco principales formas de organización sindical, de mayor a menor:
- centrales: agrupan a los trabajadores de todos los sectores;
- sindicatos por rama o ramo de industria: agrupan a los trabajadores de todo un sector o un subsector de la economía (del sector metalúrgico, del sector financiero, del sector comercial, del sector de la construcción, etcétera);
- sindicatos de oficio: agrupan a trabajadores de un mismo oficio (albañiles, carpinteros, pilotos de avión, actores, docentes, panaderos, etcétera);
- sindicatos de empresa: agrupan trabajadores de una empresa o grupo empresario (sindicato de Walmart, sindicato de Carrefour, sindicato de Skanska, etcétera);
- sindicatos de planta o tienda: agrupan solamente a trabajadores de una fábrica, planta o tienda de una empresa o grupo empresario (Sitrac, Sitram, etcétera).

### Por la inmediatez de la representación
Según la inmediatez de la representación, son:
- de primer grado: están formados por trabajadores afiliados directamente;
- de segundo grado, llamados en general federaciones: están formados por sindicatos de primer grado;
- de tercer grado sectoriales: están formados por sindicatos de primer y segundo grado, de un sector;
- de tercer grado centrales: están formados por sindicatos de primer, segundo y tercer grado, de todos los sectores.

Los sindicatos y federaciones sectoriales, suelen formar federaciones sectoriales internacionales, denominadas también sindicatos globales. Entre los principales se encuentran UNI Global Union (servicios), Industriall (industrial), la Federación Internacional del Transporte, la Internacional de la Educación, la Internacional de Servicios Públicos, la Internacional de Trabajadores de la Construcción y la Madera, la Federación Internacional de Actores, etc.
Las centrales nacionales forman centrales sindicales mundiales. Las dos existentes son la Confederación Sindical Internacional (CSI) y la Federación Sindical Mundial.

### Sindicatos aparentes
El llamado sindicato amarillo, es un sindicato aparente, creado o sostenido por el empleador. A veces se acusa a los sindicatos de empresa de ser amarillos, o se usa el término de forma despectiva para calificar a sindicatos o centrales sindicales a los que se ve como "poco combativos". En España, durante el franquismo, hubo un tipo de sindicato falangista, también conocido como sindicato Vertical, cuyas autoridades eran designadas por el gobierno dictatorial.

## Historia
Aún habiendo diferencias fundamentales de estructura y objetivos, se ha citado al gremio como precedente del sindicato moderno en cuanto a organización de trabajadores. Cuando dio comienzo la Revolución Industrial estaba prohibido que se realizaran asociaciones de los trabajadores y se calificó como delito penal. Esto se dio de los años 1776 al 1810. Por ello no existían los sindicatos. Después de este tiempo en varios países se dio la llamada etapa de tolerancia en donde se admitían las sociedades obreras, "de ayuda mutua" o "de resistencia", sin que estas influyeran en las leyes dictadas por el estado.
La época de tolerancia fue sucedida por el derecho sindical a finales del siglo XIX. El primer país que reconoció el derecho a la unión sindical fue Inglaterra, en 1824.
Desde los años 1950 y 1960 la historia sindical ha sido redefinida y expandida por un gran número de historiadores, como E. P. Thompson y Eric Hobsbawm en Europa, y Julio Godio en Iberoamérica que comenzaron a prestar mayor atención a las condiciones sociales de vida y trabajo concreta de los trabajadores, así como los entornos sociopolíticos en que se desarrollan.

## Funciones de los sindicatos
Los sindicatos, tras reunirse con sus afiliados, informan y llegan a acuerdos previos o toman conciencia de las necesidades del momento, negocian en nombre de estos (negociación colectiva) los salarios y condiciones de trabajo (jornada, descansos, vacaciones, licencias, capacitación profesional, etc.) dando lugar al contrato colectivo de trabajo.
El sindicato tiene como objetivo principal el bienestar de sus miembros, es decir, asegurar condiciones dignas de seguridad e higiene laboral y generar mediante la unidad, la suficiente capacidad de negociación como para establecer una dinámica de diálogo social entre el empleador y los trabajadores. La libertad sindical de los trabajadores, para crear, organizar, afiliarse, no afiliarse o desafiliarse, cambiar de sindicato es libre y sin injerencias del Estado, patrones, empleadores u otros sindicatos.

## Derecho a la sindicalización
El derecho a la sindicalización, junto a la negociación colectiva, ha sido reconocido como uno de los derechos humanos. Así ha sido reconocido con la creación en 1919 de la Organización Internacional del Trabajo (OIT), organismo especializado de las Naciones Unidas, así como el Pacto Internacional de Derechos Económicos, Sociales y Culturales (art. 8), y gran cantidad de constituciones nacionales.

## Oposición a los sindicatos
Desde ámbitos liberales se oponen a la existencia de sindicatos de ámbito estatal, debido a que, actuando como grupos de presión, otorgan privilegios a los trabajadores sindicalizados frente a los empleados no afiliados (por ejemplo: autónomos, trabajadores que acaban de entrar en el mercado laboral,...).  
Con este argumento, algunos empleadores llegan a coartar la libertad de asociación de los trabajadores exigiendo la no-sindicalización como condición sine qua non para el empleo (contrato de perro amarillo). Estas prácticas son ilegales en muchos países en la actualidad, entre ellos Estados Unidos o España.